# Je t'aime à te tuer (téléfilm)
Pour les articles homonymes, voir Je t'aime à te tuer.
Ne doit pas être confondu avec le film Je t'aime à te tuer de Lawrence Kasdan, sorti en 1990.
Je t'aime à te tuer est un téléfilm français en deux épisodes réalisé par Alain Wermus et diffusé pour la première fois le 15 mai 2006 sur TF1.

## Synopsis
Après avoir quitté une scène de crime à Montréal juste avant l'arrivée de la police, un homme se réfugie à Bordeaux où il rencontre Béatrice, une mère divorcée. Une relation se noue entre les deux alors qu'une flic acharnée, Lucy, se met à traquer le nouvel arrivant.

## Fiche technique
- Scénario : Alexis Lecaye
- Musique : Stéphane Zidi
- Production :
- Pays :  France
- Durée : 130 minutes

## Distribution
- Bruno Wolkowitch : Bruno
- Florence Pernel : Béatrice
- Sophie-Charlotte Husson : Lucy
- Laurent Bateau : Nicolas
- Vanessa Valence : Isabelle
- Philippe Uchan : Armand
- Clémentine Domptail : Alice
- Jeff Bigot : Yann